# HijackThis

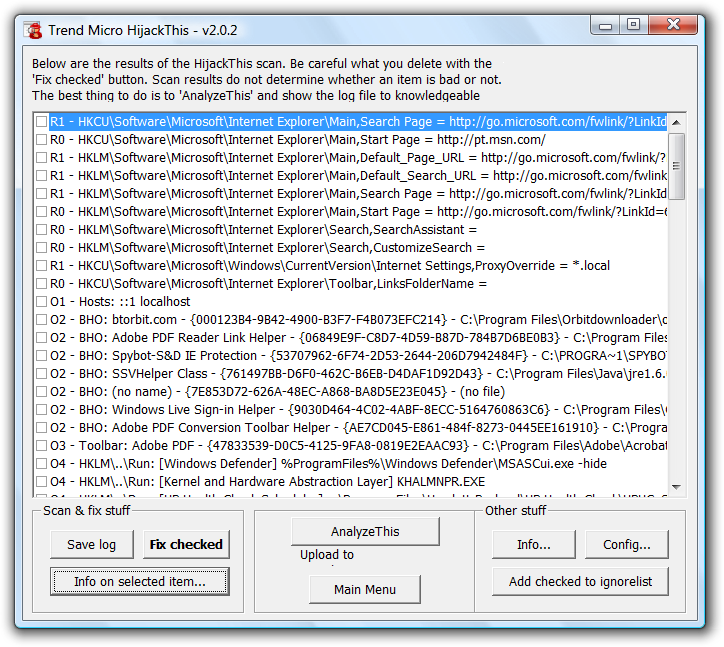
Imagem ilustrativa

O HijackThis é um programa de computador que verifica a existência de softwares maliciosos no sistema. Entretanto, o HijackThis não indica instruções específicas para a remoção do programa danoso, somente informa sobre os problemas encontrados.
O autor do programa chama-se Merijn não é alemão, é holandês. Em holandês o ij representa a sexta vogal que soa "ÉI "em português. E define o HijackThis como “o único detecto " Não remove automàticamente o computador de hijackers”.
Merijn nunca cobrou pelo software. O software foi vendido e atualmente é de propriedade da Trend Micro. O software na prática não detecta somente hijackers, mas também diversos trojans, spywares, adwares, worms e até mesmo, indiretamente, a presença de rootkits.
O HijackThis não é um removedor de spywares como os demais. Ele simplesmente lista diversas áreas do sistema onde as pragas se instalam e dá a opção de consertar o problema (marcando a entrada). Como as diversas áreas utilizadas por pragas digitais são também usadas por programas legítimos, resta ao usuário saber o que deve ser marcado e o que deve permanecer.
O HijackThis é completamente inútil contra vírus clássicos que infectam arquivos, embora seja capaz de detectar alguns que criam chaves no registro para serem executados. Neste caso, será necessário um antivírus ou uma ferramenta de remoção para limpar os arquivos infectados.
Hijackthis simplesmente emula com perfeição a sequência de inicialização do windows, com grande acuidade.

## Código aberto
Em 16 de fevereiro de 2012, a TrendMicro, empresa detentora do HijackThis, tornou o programa oficialmente open source, disponibilizando o código fonte no SourceForge.